# Patinage artistique aux Jeux olympiques de la jeunesse d'hiver de 2024
Navigation
2020 2028
Les cinq épreuves de patinage artistique aux Jeux olympiques de la jeunesse d'hiver de 2024 ont lieu du 27 janvier au 1er février 2024 au palais des glaces de Gangneung en Corée du Sud.

## Qualifications
Chaque comité national peut inscrire un maximum de de deux entrées par épreuves avec une limite de six patineurs/six patineuses par délégation.
Les résultats aux championnats du monde juniors 2023 qui a eu lieu à Calgary déterminent plusieurs quotas pour les épreuves (certains pays peuvent inscrire deux athlètes/couples).
Une deuxième opportunité de qualification supplémentaire est possible dans le cadre des épreuves individuelles du Grand Prix junior ISU au cours desquelles une seule place pour les JOJ par discipline et par membre/CNO peut être obtenue.
Le pays hôte est garanti de pouvoir participer à toutes les épreuves.
| Épreuve                            | Garçons | Filles | Couple                       | Danse                                                                              |
| ---------------------------------- | --- | --- | ---------------------------- | ---------------------------------------------------------------------------------- |
| Championnats du monde juniors 2023 | Japon (2) Suisse (2) Italie (1) Canada (1) Corée du Sud (1) États-Unis (1) Chine (1) Estonie (1) Suède (1) France (1) Slovaquie (1) Ukraine (1) | Japon (2) Corée du Sud (2) Chine (1) Suisse (1) États-Unis (1) Géorgie (1) Canada (1) France (1) Estonie (1) Lettonie (1) Hongrie (1) Chypre (1) | États-Unis (2) Australie (2) | Tchéquie (2) Corée du Sud (2) Canada (2) Royaume-Uni (1) États-Unis (1) France (1) |
| Grand Prix junior ISU 2023         | Nouvelle-Zélande (1) Lettonie (1) Grande-Bretagne (1) Géorgie (1)                                                                               | Taipei chinois (1) Finlande (1) Israël (1) Australie (1)                                                                                         | Canada (1)                   | Allemagne (1) Ukraine (1)                                                          |
| Réallocation                       | NC | NC | Espagne (1)                  | Chine (1) Italie (1)                                                               |
| Total                              | 18 (18) | 18 (18) | 4 (8)                        | 12 (24)                                                                            |

Les nations éligible à l'épreuve par équipe sont : Canada, Chine, France, Corée du Sud, États-Unis

## Calendrier des compétitions
Le tableau ci-dessous récapitule le calendrier des cinq épreuves de patinage artistique.
- Épreuves avec médailles

| Date        | Épreuves                       | Épreuves                 |
| ----------- | ------------------------------ | ------------------------ |
| 25 janvier  | Entrainement                   | Entrainement             |
| 26 janvier  | Entrainement                   | Entrainement             |
| 27 janvier  | Programme court (Couples)      | Programme court (Hommes) |
| 28 janvier  | Danse courte (Danse sur glace) | Programme court (Femmes) |
| 29 janvier  | Programme libre (Couples)      | Programme libre (Hommes) |
| 30 janvier  | Danse libre (Danse sur glace)  | Programme libre (Femmes) |
| 31 janvier  | Entrainement                   | Entrainement             |
| 1er février | Épreuve par équipes            | Épreuve par équipes      |

## Résultats
| Épreuve             | Or                                                                | Argent                                                                                           | Bronze                                                                                      |
| ------------------- | ----------------------------------------------------------------- | ------------------------------------------------------------------------------------------------ | ------------------------------------------------------------------------------------------- |
| Individuel hommes   | Kim Hyun-gyeom                                                    | Adam Hagara                                                                                      | Yanhao Li                                                                                   |
| Individuel femmes   | Mao Shimada                                                       | Shin Ji-a                                                                                        | Yo Takagi                                                                                   |
| Couples             | Canada- Annika Behnke - Kole Sauve                                | États-Unis- Cayla Smith - Jared McPike                                                           | Espagne- Carolina Campillo - Pau Vilella                                                    |
| Danse sur glace     | France- Ambre Perrier-Gianesini - Samuel Blanc-Klaperman          | États-Unis- Olivia Ilin - Dylan Cain                                                             | Grande-Bretagne- Ashlie Slatter - Atl Ongay-Perez                                           |
| Épreuve par équipes | Corée du Sud- Kim Hyun-gyeom - Shin Ji-a - Kim Jin-ny & Lee Na-mu | États-Unis- Jacob Sanchez - Sherry Zhang - Cayla Smith & Jared McPike - Olivia Ilin & Dylan Cain | Canada- David Li - Kaiya Ruiter - Annika Behnke & Kole Sauve - Audra Gans & Michael Boutsan |

## Tableau des médailles
| Rang  | Nation           | Or | Argent | Bronze | Total |
| ----- | ---------------- | -- | ------ | ------ | ----- |
| 1     | Corée du Sud     | 2  | 1      | 0      | 3     |
| 2     | Japon            | 1  | 0      | 1      | 2     |
| 2     | Canada           | 1  | 0      | 1      | 2     |
| 4     | France           | 1  | 0      | 0      | 1     |
| 5     | États-Unis       | 0  | 3      | 0      | 2     |
| 6     | Slovaquie        | 0  | 1      | 0      | 1     |
| 7     | Grande-Bretagne  | 0  | 0      | 1      | 1     |
| 7     | Espagne          | 0  | 0      | 1      | 1     |
| 7     | Nouvelle-Zélande | 0  | 0      | 1      | 1     |
| Total | Total            | 5  | 5      | 5      | 15    |